# Sociedad de Camisas Azules
La Sociedad de Camisas Azules (en chino: 藍衣社; SCA) también conocida como la Sociedad de Práctica de los Tres Principios del Pueblo (en chino: 三民主義力行社; SPTPP), oficialmente denominada en sus inicios la Sociedad de Aliento del Espíritu (en chino: 勵志社) y a partir de 1933 como la Sociedad de Reconstrucción de China (en chino: 中華復興社; CRS), fue una facción ultranacionalista secreta del Kuomintang (KMT) inspirada por los fascistas alemanes e italianos.
El ascenso y caída de la Sociedad de las Camisas Azules fue rápido, pero oscuro, y ni el KMT ni el Partido Comunista de China volvieron a mencionarla después del establecimiento de la República Popular China y la posterior retirada del KMT a Taiwán.

## Historia
Chiang Kai-shek fundó las Camisas Azules en 1932.: 64 Sus líderes eran jóvenes oficiales del ejército nacionalista.: 64  Aunque en sus primeras etapas los miembros más importantes de la sociedad provenían de la Academia Militar Whampoa y constituían elementos de la camarilla Whampoa del KMT, en la década de 1930 su influencia se extendió a las esferas militar y política, y tuvo influencia sobre la economía y la sociedad de China. El historiador Jeffrey Crean señala, sin embargo, que si bien las Camisas Azules influyeron en la política de la élite, tuvieron poco impacto en la población rural, que constituía la gran mayoría de la población de China.: 64–65  El número máximo de miembros llegó a 10.000 en el año 1935.: 64 
La membresía en la Sociedad de Camisas Azules se mantuvo en estricto secreto:

Con el fin de lograr el objetivo de derrocar de inmediato las influencias feudales, exterminar a los Bandidos Rojos y hacer frente a los insultos extranjeros, los miembros de la Sociedad de las Camisas Azules deben realizar sus actividades en secreto en diversas provincias, Xi'an y ciudades, excepto en la sede central del Guomindang y otros órganos políticos, cuyo trabajo debe ejecutarse oficialmente.
Liu Jianqun (劉健羣)

La autoritaria actitud de Chiang Kai-shek, que arrestó a Hu Hanmin cuando este dimitió como presidente del Yuan Ejecutivo a finales de febrero de 1931 en protesta por la aceptación de la convocatoria de una asamblea nacional para la redacción de una nueva Constitución, condujo a la proclamación de un gobierno rival al de Nankín en Cantón, apoyado por algunas importantes figuras del Kuomintang, el 28 de mayo. El país se sumió en una crisis política que parecía llevar a la guerra civil entre Nankín y Cantón, agravada por unas extensas inundaciones acaecidas durante el verano. En el otoño, partidarios de Chiang, antiguos alumnos de la Academia Militar de Whampoa, decidieron formar una asociación clandestina de respaldo a este, compuesta en principio exclusivamente por antiguos cadetes de la academia militar, de orientación a la vez tradicionalista y modernizadora nacionalista.
En diciembre de 1931, bajo gran presión de sus oponentes dentro y fuera del KMT, Chiang tuvo que dimitir. En su ciudad natal de Zhejiang, Chiang comenzó a mostrar gran interés en el fascismo de Mussolini. Entonces Deng hizo saber a Chiang de la existencia de su grupo. Chiang se reunió con He, Teng y Kang. En este encuentro secreto, Chiang no les reprochó sus acciones secretas, y en vez de ello les expresó su apoyo.

## Ideología y retórica
Las Camisas Azules articularon un lema de "nacionalizar, militarizar, productividad".: 64  La retórica de las camisas azules subrayó el desprecio por la democracia liberal y la utilidad política de la violencia.: 64  Las Camisas Azules favorecían una "purga permanente" de la burocracia y, en su opinión, era necesaria una "organización de violencia masiva" para lograr esa purga.: 64 
La ideología de las Camisas Azules estuvo influenciada por el contacto con los asesores nazis del KMT, como Hermann Kriebel.: 64  La organización se inspiró en las camisas pardas alemanas y las camisas negras italianas, aunque a diferencia de esas organizaciones, las camisas azules estaban compuestas por élites políticas, no por las masas populares.: 64 
Los historiadores Paul Jackson y Cyprian Balmires han clasificado a la Sociedad de las Camisas Azules como un grupo ultranacionalista “fascista” en lugar de un grupo “fascista”. El historiador Jeffrey Crean señala que las Camisas Azules influyeron sólo en la política de la élite, no en la gran mayoría de la población de China.: 64  Según el historiador Jay Taylor, los Camisas Azules odiaban a los fascistas japoneses y eran ferozmente antiimperialistas.